# Adam Foltán
Adam Foltán (Žiar nad Hronom, 7 maggio 2000) è un ciclista su strada e ciclocrossista slovacco.

## Palmarès

### Strada
- 2018 (Juniores, una vittoria)

Campionati slovacchi, Prova a cronometro Junior
- 2023 (RRK Group - Pierre Baguette - Benzinol, una vittoria)

Kritérium Trnava (Slovakia Cup 1)

## Piazzamenti

### Competizioni mondiali
- Campionati del mondo

Bergen 2017 - In linea Junior: ritirato
Innsbruck 2018 - Cronometro Junior: 56º
Yorkshire 2019 - In linea Under-23: 103º
Fiandre 2021 - In linea Under-23: ritirato

### Competizioni europee
- Campionati europei

Herning 2017 - In linea Junior: 21º
Brno 2018 - Cronometro Junior: 35º
Zlín 2018 - In linea Junior: 23º
Alkmaar 2019 - In linea Under-23: ritirato
Plouay 2020 - In linea Under-23: ritirato
Trento 2021 - In linea Under-23: ritirato
Monaco di Baviera 2022 - In linea Elite: ritirato